# Natalia Barbuová
Natalia Barbuová (* 22. srpna 1979 Bălți) je moldavská zpěvačka a skladatelka. Dvakrát reprezentovala Moldavsko na Eurovision Song Contest, poprvé v roce 2007 s písní „Fight“, podruhé v roce 2024 se skladbou „In the Middle“.

## Hudební kariéra
Během své kariéry spolupracovala se skupinou hudebníků Trigon na alternativním jazz-folkovém experimentu. Sama si píše texty, skládá hudbu k většině svých písní a spolupracuje na aranžích se svým týmem.
V roce 2006 podepsala Natalia Barbuová tříletou smlouvu s bukurešťskou pobočkou Cat Music Records (Sony Music).
Jejím hlavním úspěchem bylo vydání singlu „Îngerul meu“ (Můj anděl) v Rumunsku. Píseň se udržela 11 týdnů v rumunské Top 100 na prvním místě a hodně se o ní mluvilo na MTV Romania.
Dne 14. prosince 2006 byla vybrána, aby reprezentovala Moldavsko na Eurovision Song Contest 2007 s písní „Fight“. Na soutěži postoupila ze semifinále 10. května 2007 a ve finále 12. května 2007 se nakonec umístila na 10. místě se ziskem 109 bodů.
V roce 2012 zahájila spolupráci s hudebním producentem Radu Sîrbu a skladatelkou Anou Sirbuovou (Sianna) pod hlavičkou vydavatelství Rassada Music. Na konci léta představila svou novou skladbu „I Said It's Sad“, o které říká, že je pro ni velkou změnou stylu. Nová píseň se dostala na první místo v žebříčku Top 10 Airplay Moldova. Později v roce 2012 vydala skladby „Iubire Cu Aroma De Cafea“ a „Confession“, se kterou se zúčastnila rumunského národního výběru na Eurovision Song Contest 2013.
17. února 2024 byla zpěvačka vybrána pro reprezentaci Moldavska na Eurovision Song Contest 2024 s písní „In the Middle“. Zpěvačka vystoupila jako 11. v prvním semifinále konaném 7. května a se ziskem 20 bodů skončila na nepostupovém 13. místě.

## Osobní život
V roce 2011 se provdala za rumunského milionáře a v současnosti s ním žije v Rumunsku.

## Diskografie

### Alba
- 2001: Între ieri și azi
- 2003: Zbor de dor
- 2009: Fight - Best of Natalia Barbu
- 2009: Sunt fată de măritat
- 2021: La capatul cerului

### Singly
- 2006: Îngerul meu
- 2006: Poate
- 2007: Fight
- 2008: Suflet Gol
- 2010: I Feel So Good
- 2011: Do That Thing
- 2011: Let’s Jazz
- 2012: I Said It’s Sad
- 2012: Iubire cu aromă de cafea
- 2013: Confession
- 2014: Sînt fata de măritat (feat. Ana Barbu)
- 2014: In Too Deep
- 2015: Noi 2
- 2018: Firefly
- 2019: Story
- 2019: Deep Inside
- 2024: In the Middle

## Rozhovor
Natalia poskytla rozhovor pro Wikipedii:  poslechněte si (anglicky)